# Francis-Roland Lambert
Francis-Roland Lambert SM (* 7. Februar 1921 in Lawrence, Massachusetts, Vereinigte Staaten; † 29. Oktober 1997) war US-amerikanischer römisch-katholischer Bischof von Port-Vila.

## Leben
Er trat in den Maristenorden ein und wurde am 29. Juni 1946 zum Priester geweiht.
Am 31. Dezember 1976 wurde er zum Bischof von Port-Vila ernannt. Die Bischofsweihe spendete ihm am 20. März 1977 sein Amtsvorgänger Louis-Jean-Baptiste-Joseph Julliard,  Mitkonsekratoren waren Eugène Klein, Erzbischof von Nouméa, und Petero Mataca, Erzbischof von Suva. Er hatte das Amt bis zu seinem altersbedingten Rücktritt am 12. Dezember 1996 inne. Zwischen 1987 und 1991 war er außerdem Vorsitzender der Pazifischen Bischofskonferenz.
Lambert starb am 29. Oktober 1997 im Alter von 76 Jahren.